# Joppa xanthostigma
Joppa xanthostigma là một loài tò vò trong họ Ichneumonidae.